# Endacusta lilla
Endacusta lilla is een rechtvleugelig insect uit de familie krekels (Gryllidae). De wetenschappelijke naam van deze soort is voor het eerst geldig gepubliceerd in 1983 door Daniel Otte en Richard D. Alexander.
De soort komt voor in de kuststreek van Midden-Queensland. Het holotype werd in 1948 gevonden in Mackay.